# Hua Xin
En aquest nom xinès, el cognom és Hua.
Hua Xin (157 – 232), nom estilitzat Ziyu (子魚), va ser un assessor servint sota el senyor de la guerra Cao Cao durant el període de la tardana Dinastia Han Oriental de la història xinesa. Ell va ser originalment un ministre de la cort imperial de la Dinastia Han, però més tard va canviar a servir al senyor de la guerra Sun Ce, i posteriorment a Cao Cao. Ell va exercir com a ministre de cartes
després de l'establiment de l'estat de Cao Wei dels Tres Regnes.

## En la ficció
En la novel·la històrica de Luo Guanzhong el Romanç dels Tres Regnes, Hua Xin va ser representat com un oficial traïdorenc que raspallava als brivalls en el poder.
Hua Xin és presentat per primera vegada com l'Administrador de Yuzhang (豫章太守). Ell es rendeix a Sun Ce durant les conquestes del territori Jiangdong d'aquest últim, i té un paper menor sota el comandament del successor de Sun Ce, Sun Quan. Després de la batalla dels Penya-segats Rojos, Sun Quan va fer cas del suggeriment de Gu Yong per provocar el conflicte entre els seus rivals Cao Cao i Liu Bei, així va enviar a Hua Xin, que era conegut per ser un admirador de Cao Cao, per reunir-se amb el canceller. Cao Cao va nomenar Hua Xin com a dali siqing (大理寺卿) i Hua va romandre amb ell en la cort imperial.
L'Emperador Xian estava descontent amb el fet que Cao Cao monopolitzés el poder de l'estat, així que va conspirar amb l'Emperadriu Fu Shou i Fu Wan (伏完, el pare de l'emperadriu), per tal d'eliminar a Cao Cao, però el pla es va filtrar. Hua Xin va irrompre amb els soldats en el palau per arrestar a l'emperadriu, a la qual van trobar amagant-se darrere d'una paret. Hua Xin arrossegant a l'emperadriu pel seu cabell la va portar davant Cao Cao, el qual va ordenar que fóra passada per les armes.
Quan Cao Cao va faltar a la ciutat Ye, els seus seguidors estaven discutint com el seu fill Cao Pi el podria succeir. Just en aquell moment, va arribar Hua Xin a correcuita procedent de la capital, portant amb ell un edicte imperial de l'Emperador Xian, el qual autoritzava que Cao Pi heretés el títol del seu pare de "Rei de Wei". De fet, Hua Xin ja havia previst que Cao Pi succeiria a Cao Cao, pel que ja havia preparat un esborrany de decret, forçant ell a l'Emperador Xian d'aprovar-lo. Hua Xin més tard va exercir un paper important en forçar l'emperador Xian a abdicar i a renunciar al tron en favor de Cao Pi.

## Nomenaments i títols en possessió
- Filial i Incorrupte (孝廉) - candidat nominat per ser Cavaller Cadet (郎)
- Cavaller (郎中)
- Cavaller del Secretariat Imperial (尚書郎)
- Prefecte del Comtat Shanggui (上邽縣令)
- Administrador de Yuzhang (豫章太守)
- Consultant (議郎)
- Assessor Militar de l'Excel·lència d'Obres (司空軍事)
- Secretari Imperial (尚書)
- Assistent de Palau (侍中)
- Secretari Cap Imperial (尚書令)
- Assessor Militar (軍師)
- Conseller Imperial (御史大夫)

Els següents nomenaments i títols foren de Hua Xin mentre servia a l'estat de Wei
- Canceller d'Estat (相國)
- Marquès d'Anle (安樂亭侯)
- Excel·lència sobre les Masses (司徒)
- Marquès de Boping (博平侯)
- Gran Comandant (太尉)
- Marquès Jing (敬侯) - concedit a Hua Xin de forma pòstuma